# Ministerio de Derechos Humanos y Ciudadanía de Brasil
El Ministerio de la Mujer, Familia y Derechos Humanos de Brasil  (en portugués: Ministério da Mulher, Família e Direitos Humanos) es uno de los ministerios que compone el gabinete ejecutivo del Gobierno Federal de Brasil. Es el órgano que trata de implementar, promover y asegurar los derechos humanos en Brasil, incluyendo la formulación de políticas y promoción de acciones dirigidas a los derechos del niño y del adolescente, del anciano, defensa de los derechos de la ciudadanía de las personas con deficiencia, de los negros y de las mujeres, promoviendo su inclusión en la sociedad.
El órgano fue instituido por el presidente Fernando Henrique Cardoso el 17 de abril de 1997 y era denominado en algunos gobiernos Secretaría de Derechos Humanos de la Presidencia de la República y en otros de Secretaría Especial de Derechos Humanos. En ese período, aunque era una secretaría, tenía estatuto de ministerio. El día 2 de octubre de 2015, la cartera de Derechos Humanos fue unificada con las secretarías de Políticas de Promoción de la Igualdad Racial y de Políticas para las Mujeres en la reforma ministerial de la presidenta Dilma Rousseff formando el Ministerio de las Mujeres, de la Igualdad Racial y de los Derechos Humanos (MMIRDH), con el envío al Senado de la medida provisional n.º 696, en octubre de 2015, que alteró la ley n.º 10.683 de 28 de mayo de 2013. Fue extinto en 2016, después de la toma de posesión de Michel Temer como presidente interino, y vuelto a crear como ministerio en 2017 por el mismo Michel Temer, aunque esta vez el nombre no Exaltaba tanto las Secretarias de la Mujer y de la Igualdad Racial.
Con el retorno de Secretarías de Políticas para las Mujeres para o ministerio, la reforma ministerial del presidente Jair Bolsonaro formó el Ministerio de la Mujer, Familia y Derechos Humanos de Brasil (MDH).

## Historia
El MMIRDH fue creado el 2 de octubre de 2015 con la extinción y fusión en esta fecha de las Secretarías de Políticas para las Mujeres de la Presidencia de la República, creada el 1 de enero de 2003, y la Secretaría de Políticas de Promoción de la Igualdad Racial, creada el 21 de marzo de 2003 y la Secretaría de Derechos Humanos de la Presidencia de la República, creada el 17 de abril de 1997.
Hasta febrero de 2016, cuando la medida provisoria n.º 696 creó el MMIRDH, aun a expensas de la aprobación por parte del Senado Federal. Fue ejecutada por la MP solo el nombramiento y exoneración del ministro y de los secretarios en octubre de 2015.

## Actuación
Entre sus atribuciones, están las de formular políticas y directrices para promover los derechos de la ciudadanía, del niño, del adolescente, del anciano y de las minorías y la defensa de los derechos de las personas con deficiencias y la promoción de su integración en la vida comunitaria; coordinar la política nacional de derechos humanos, en consonancia con las directrices del Programa Nacional de Derechos Humanos (PNDH); servir como oficina nacional para las mujeres, de la igualdad racial y de los derechos humanos, promoviendo acciones contra la discriminación y por la igualdad entre mujeres y hombres; favorecer la resocialización y protección de las personas dependientes; promover políticas para la promoción de la igualdad racial y étnica; coordinar, integrar y articular políticas públicas dirigidas hacia la juventud.

## Titulares
| N.º     | Ministro(a)                | Inicio | Fin         | Presidente                |
| ------- | -------------------------- | ------ | ----------- | ------------------------- |
| 1       | José Gregori               | 1997   | 2000        | Fernando Henrique Cardoso |
| 2       | Gilberto Vergne Saboia     | 2000   | 2001        | Fernando Henrique Cardoso |
| 3       | Paulo Sérgio Abeto         | 2001   | 2003        | Fernando Henrique Cardoso |
| 4       | Nilmário Miranda           | 2003   | 2005        | Luiz Inácio Lula da Silva |
| 5       | Mário Mamede Hijo          | 2005   | 2006        | Luiz Inácio Lula da Silva |
| 6       | Paulo de Tarso Vannuchi    | 2006   | 2011        | Luiz Inácio Lula da Silva |
| 7       | Maria del Rosário          | 2011   | 2014        | Dilma Rousseff            |
| 8       | Ideli Salvatti             | 2014   | 2015        | Dilma Rousseff            |
| 9       | Pepe Vargas                | 2015   | 2015        | Dilma Rousseff            |
| 10      | Nilma Lino Gomes           | 2015   | 2016        | Dilma Rousseff            |
| Extinto |                            |        |             |                           |
| 11      | Luislinda Valois           | 2017   | 2018        | Michel Temer              |
| 12      | Gustavo do Vale            | 2018   | 2018        | Michel Temer              |
| 13      | Damares Alves              | 2019   | 2022        | Jair Bolsonaro            |
| 14      | Cristiane Rodrigues Britto | 2022   | 2023        | Jair Bolsonaro            |
| 15      | Silvio Almeida             | 2023   | en el cargo | Luiz Inácio Lula da Silva |